# Petter Solberg
Petter Solberg (ur. 18 listopada 1974 w Askim) – norweski kierowca rajdowy. Od sezonu 2012 jest członkiem zespołu Ford World Rally Team i startuje w Rajdowych Mistrzostwach Świata samochodem Ford Fiesta RS WRC. Jego pilotem od lipca 2010 roku jest pochodzący z Irlandii Północnej Brytyjczyk Chris Patterson. Petter Solberg jest młodszym bratem Henninga Solberga, również kierowcy rajdowego, startującego w swojej karierze w Mistrzostwach Świata. Nosi przydomek „Hollywood”.
Swoją karierę sportową Solberg rozpoczął w 1992 roku, gdy startował w rallycrossie. Dwukrotnie został mistrzem kraju w tej konkurencji, podobnie jak w wyścigach górskich. W 1998 roku zadebiutował w Rajdowych Mistrzostwach Świata, jadąc samochodem Toyota Celica GT-Four. W debiucie zajął 16. miejsce w Rajdzie Szwecji. W 1999 roku został członkiem fabrycznego zespołu Forda i zaliczył w nim starty w kolejnych dwóch sezonach. Jeszcze w 2000 roku podpisał kontrakt z zespołem Subaru World Rally Team i rozpoczął starty w Mistrzostwach Świata samochodem Subaru Impreza WRC. W 2001 roku podczas Rajdu Grecji po raz pierwszy w karierze stanął na podium w rajdzie Mistrzostw Świata (2. miejsce), a swoje pierwsze zwycięstwo odniósł rok później w Rajdzie Wielkiej Brytanii. W 2002 roku wywalczył rajdowe wicemistrzostwo świata, przegrywając w klasyfikacji generalnej z Finem Marcusem Grönholmem. W 2003 roku został mistrzem świata, a w latach 2004 i 2005 ponownie zdobywał wicemistrzostwo. Od 2009 do 2011 roku startował w barwach założonego przez siebie zespołu Petter Solberg World Rally Team.
Po zakończeniu sezonu 2011 podpisał kontrakt z fabrycznym zespołem Forda na sezon 2012, gdzie zastąpił Fina Mikko Hirvonena, który przeszedł do Citroëna. Po sezonie 2012 zawiesił karierę w Rajdowych Mistrzostwach Świata.

## Kariera

### Początki
Solberg urodził się w mieście Askim. Swoją karierę rajdową rozpoczynał na polach farmy rodziców w Spydebergu, znajdującej się w okolicach Oslo. Już jako jedenastolatek pomagał startującym w rallycrossie rodzicom w budowie i utrzymywaniu ich samochodów. Był jednak zbyt młody, by samemu rywalizować w tej dyscyplinie, toteż początkowo brał udział w zawodach zdalnie sterowanych samochodów – w wieku 13 lat wywalczył mistrzostwo Norwegii w tej dyscyplinie.
Pod koniec 1992 roku Solberg zdał egzamin na prawo jazdy. Następnie rozpoczął starty w rallycrossowych mistrzostwach Norwegii. Już w swoim drugim występie odniósł zwycięstwo. W 1993 roku zaczął startować także w wyścigach górskich, samochodem Ford Escort MK2, podarowanym mu przez brata Henninga.
Swój pierwszy sukces w wyścigach górskich Solberg osiągnął w 1994 roku, gdy zajął 2. miejsce w mistrzostwach Norwegii. Był też drugi w mistrzostwach kraju w rallycrossie. Z kolei w 1995 roku zakupił od brata Volvo 240 i – jadąc nim – wywalczył tytuł mistrzowski zarówno w rallycrossie, jak i wyścigach górskich. W 1996 roku powtórzył oba osiągnięcia, wygrywając w 19 na 21 startów. We wrześniu 1996 roku Solberg po raz pierwszy wystartował w rajdach. W debiutanckim Hedmarksrally pojechał Toyotą Celiką ST205, uzyskaną od brata. Nie ukończył jednak rajdu z powodu wypadku i uszkodzeń samochodu.
W 1997 roku Solberg odkupił Toyotę Celikę ST185 od szwedzkiego rajdowca Thomasa Rådströma. Wystartował nią w mistrzostwach Norwegii w rallycrossie, które po raz trzeci z rzędu wygrał, oraz w Rajdowych Mistrzostwach Norwegii. W tych zawodach był piąty, zwyciężając w jednym z rajdów.

### 1998–2001

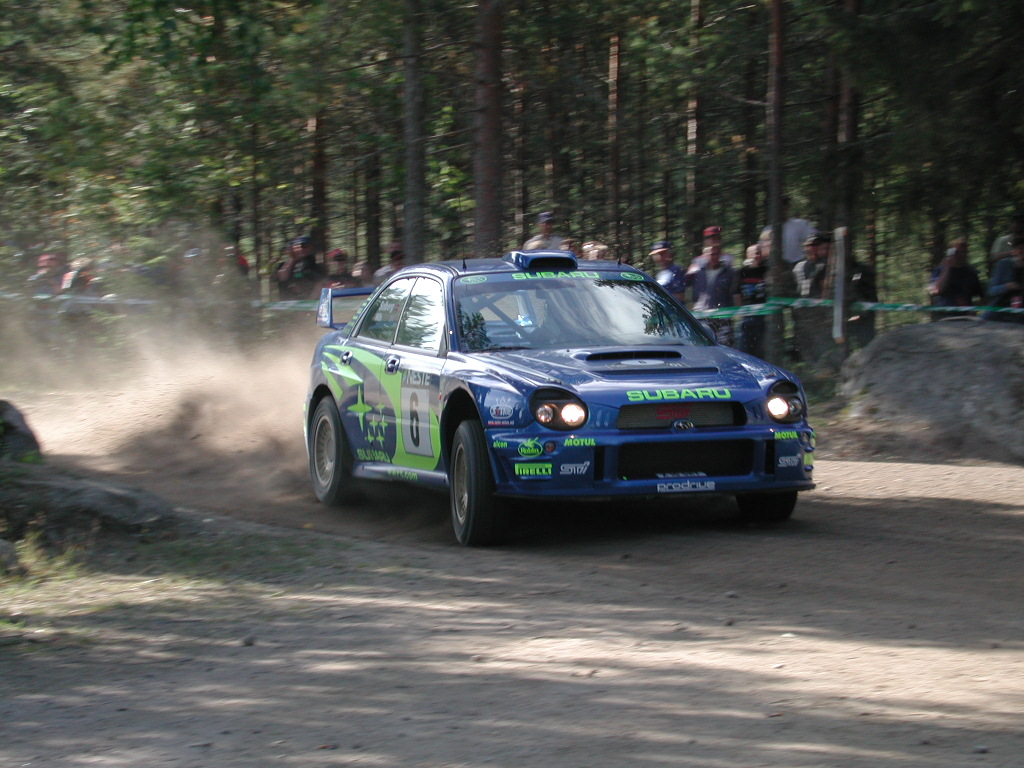
Petter Solberg w Subaru Imprezie podczas Rajdu Finlandii 2001

W 1998 roku Solberg startował Toyotą Celiką ST 205. Dzięki czterem zwycięstwom w rajdach Mistrzostw Norwegii wywalczył mistrzostwo kraju. Wygrał także w jednym rajdzie Mistrzostw Europy oraz w jednym Mistrzostw Szwecji. Jeszcze w lutym 1998 roku zaliczył swój debiut w Rajdowych Mistrzostwach Świata. Startując Toyotą Celiką GT-Four i będąc pilotowanym przez swojego rodaka Egila Solstada, zajął wówczas 16. miejsce w Rajdzie Szwecji. W tym samym roku wystartował również w Rajdzie Wielkiej Brytanii z pilotem Catem Menkerudem, ale nie ukończył tych zawodów z powodu wypadku.
W 1999 roku Solberg doszedł do porozumienia z szefem fabrycznego zespołu Ford World Rally Team, Malcolmem Wilsonem, podpisując z nim pięcioletni kontrakt. Swój debiut w zespole Forda zaliczył podczas lutowego Rajdu Szwecji. Jadąc Fordem Escortem WRC z walijskim pilotem Philem Millsem, zajął wówczas 11. pozycję. W tym samym miesiącu partner z zespołu Forda, Szwed Thomas Rådström, doznał kontuzji na parę dni przed Rajdem Safari, wobec czego Solberg zajął jego miejsce w Fordzie Focusie WRC. Debiutując tym samochodem, Norweg zajął 5. miejsce w klasyfikacji generalnej rajdu i zdobył tym samym swoje pierwsze w karierze punkty w Rajdowych Mistrzostwach Świata. Focusem WRC wystartował także w innych rajdach Mistrzostw Świata 1999: Portugalii, Finlandii, San Remo i Wielkiej Brytanii, jednak nie zajął w nich punktowanych pozycji.
Przez pierwszą połowę sezonu 2000 Solberg startował Fordem Focusem WRC. Do ważniejszych sukcesów w tym okresie należą: zajęcie 5. miejsca w Rajdzie Safari 2000, 6. miejsca w Rajdzie Argentyny i 4. miejsca w Rajdzie Nowej Zelandii, przegrywając miejsce na podium jedynie z Finem Marcusem Grönholmem w Peugeocie 206 WRC oraz partnerami z zespołu Forda Colinem McRae i Carlosem Sainzem. W sierpniu 2000 roku Solberg wraz ze swoim pilotem Millsem ogłosili, że opuszczają zespół Forda i przechodzą do zespołu Subaru World Rally Team. Swojego pierwszego rajdu, Rajdu Francji, w Subaru Imprezie WRC norwesko-walijska załoga nie ukończyła na skutek awarii skrzyni biegów. Startowała także w trzech innych: Rajdzie San Remo, Rajdzie Australii i Rajdzie Wielkiej Brytanii, ale ukończyła jedynie ten pierwszy.
W sezonie 2001 Solberg stał się drugim kierowcą zespołu Subaru (obok Anglika Richarda Burnsa). Wystartował we wszystkich czternastu rajdach sezonu. Nie ukończył sześciu z nich. Jeden raz stanął na podium (po raz pierwszy w swojej karierze), w Rajdzie Grecji, gdy przegrał jedynie z Colinem McRae w Fordzie Focusie WRC.

### 2002–2003
Przed rozpoczęciem sezonu 2002 nowym partnerem Solberga w zespole Subaru został Fin Tommi Mäkinen, który zastąpił mistrza świata z poprzedniego roku Richarda Burnsa. Solberg pozostał drugim kierowcą teamu Subaru. W pierwszej części sezonu zdobywał punkty, ale nie stawał na podium rajdów. W majowym Rajdzie Argentyny zajął 4. miejsce, jednak po zakończeniu rajdu zdyskwalifikowani zostali dwaj kierowcy Peugeota, Marcus Grönholm i Burns, dzięki czemu Norweg awansował na drugie miejsce za Carlosem Sainzem. W drugiej części sezonu Solberg spisywał się lepiej i częściej stawał na podium; był trzeci w Rajdzie Finlandii, Rajdzie Włoch i Rajdzie Australii. Z kolei w listopadowym Rajdzie Wielkiej Brytanii odniósł z pilotem Millsem swoje pierwsze zwycięstwo w Mistrzostwach Świata w karierze po tym, jak z powodu wypadku odpadł lider i mistrz świata z roku 2002, Grönholm. Było to piąte podium Solberga w sezonie (więcej miał tylko Grönholm). Dzięki zwycięstwu w Wielkiej Brytanii Solberg wywalczył wicemistrzostwo świata.
W sezonie 2003 partnerem Solberga w Subaru nadal był Mäkinen. W swoim czwartym rajdzie sezonu, tj. w Rajdzie Nowej Zelandii, Solberg był trzeci, a kolejne miejsce na podium w sezonie zajął w czerwcu w Rajdzie Grecji. W tym samym miesiącu w Rajdzie Cypru zwyciężył po raz drugi w swojej karierze, przy czym w ostatnim dniu rajdu wygrał pięć z sześciu odcinków specjalnych. W sierpniowym Rajdzie Finlandii był drugi za Estończykiem Markkiem Märtinem w Fordzie Focusie WRC. W Rajdzie Australii do ostatniego odcinka specjalnego walczył o zwycięstwo z Sébastienem Loebem i ostatecznie wygrał swój drugi rajd w sezonie o 26,6 sekundy. Norweg wygrał również swój pierwszy asfaltowy rajd w karierze – Rajd Korsyki, włączając się tym samym do walki o tytuł mistrza świata. Nie ukończył jednak następnego rajdu, San Remo, a o tytule mistrzowskim decydowały wyniki Rajdu Wielkiej Brytanii. Zawodów nie ukończyli dwaj inni kandydaci do mistrzostwa, Sainz i Burns, a Solberg dzięki zwycięstwu wywalczył rajdowe mistrzostwo świata, wyprzedzając o jeden punkt Loeba. Stał się tym samym pierwszym norweskim mistrzem świata w rajdach. Po zwycięskim rajdzie Solberg powiedział:

Nie mogę w to uwierzyć. To jest coś wspaniałego. Nie myślałem o wywalczeniu mistrzostwa, tylko jechałem rajd, a teraz jesteśmy tutaj i jesteśmy mistrzami świata. Rajd dobrze się dla nas ułożył, ale sukces ten jest sukcesem całego zespołu.

### 2004–2005

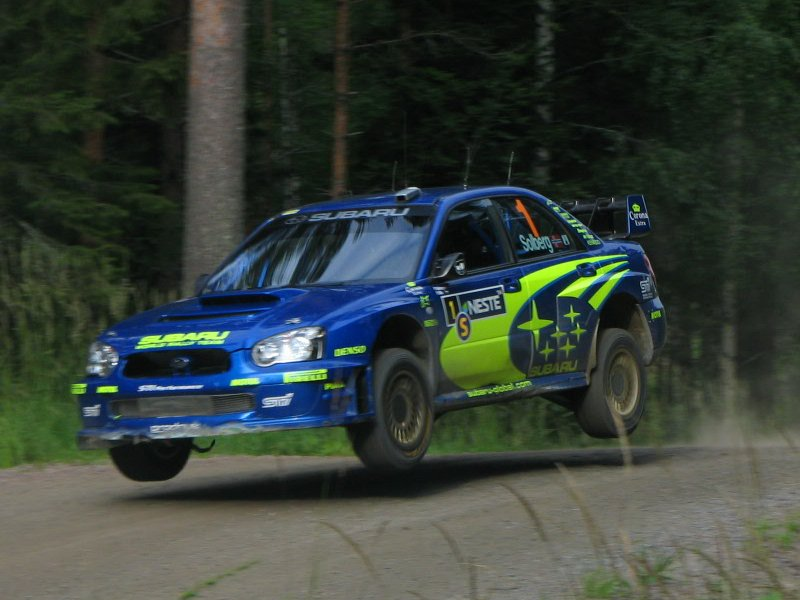
Petter Solberg podczas Rajdu Finlandii 2004

Jeszcze pod koniec 2003 roku kontrakt z fabryczną ekipą Subaru podpisał Fin Mikko Hirvonen. W sezonie 2004 miał zastąpić kończącego karierę rodaka Tommiego Mäkinena i stać się nowym partnerem Solberga w zespole. Subaru wypuściło też nowy model Imprezy; w jej debiucie Solberg był 7. w Rajdzie Monte Carlo. Swoje pierwsze zwycięstwo za kierownicą nowego samochodu odniósł w kwietniu w Rajdzie Nowej Zelandii, odbierając wygraną Marcusowi Grönholmowi na przedostatnim odcinku specjalnym. Solberg zwyciężył również w czerwcowym Rajdzie Grecji, pomimo otrzymania 30-sekundowej kary z powodu braku chlapaczy. We wrześniu i październiku wygrał trzy rajdy z rzędu: Rajd Japonii, Rajd Wielkiej Brytanii i Rajd Sardynii. Nie wystarczyło to jednak do zwycięstwa w Mistrzostwach Świata, tytuł w klasyfikacji generalnej zdobył Sébastien Loeb. Solberg był drugi, a głównym powodem porażki z Francuzem było nieukończenie czterech imprez: Rajdu Argentyny, Finlandii, Niemiec i Australii.
W sezonie 2005 partnerem Solberga w zespole Subaru był Australijczyk Chris Atkinson. W pierwszych trzech rajdach sezonu Solberg odniósł dwa zwycięstwa, w Rajdzie Szwecji i Rajdzie Meksyku, dzięki czemu objął prowadzenie w Mistrzostwach Świata. Po Rajdzie Sardynii, piątej eliminacji Mistrzostw Świata, został wyprzedzony w klasyfikacji punktowej przez Sébastiena Loeba. Do końca sezonu Solberg wygrał jeden rajd (Wielkiej Brytanii), w którym odniósł swoje czwarte zwycięstwo z rzędu. Zwyciężył jednak dzięki temu, iż Loeb celowo zaliczył 2-minutową karę by nie świętować wygranej w zawodach. Powodem takiej decyzji Francuza był fakt, iż Estończyk Markko Märtin miał wypadek, w którym zginął jego pilot Michael Park. W ostatnim rajdzie sezonu, Rajdzie Australii, Solberg wycofał się z powodu zderzenia z kangurem. W jego samochodzie nastąpił defekt układu chłodzenia. Pomimo nieukończenia rajdu Norweg został wicemistrzem świata. Zdobył 71 punktów, tyle co Marcus Grönholm, jednak odniósł więcej zwycięstw w sezonie niż Fin.

### 2006–2008

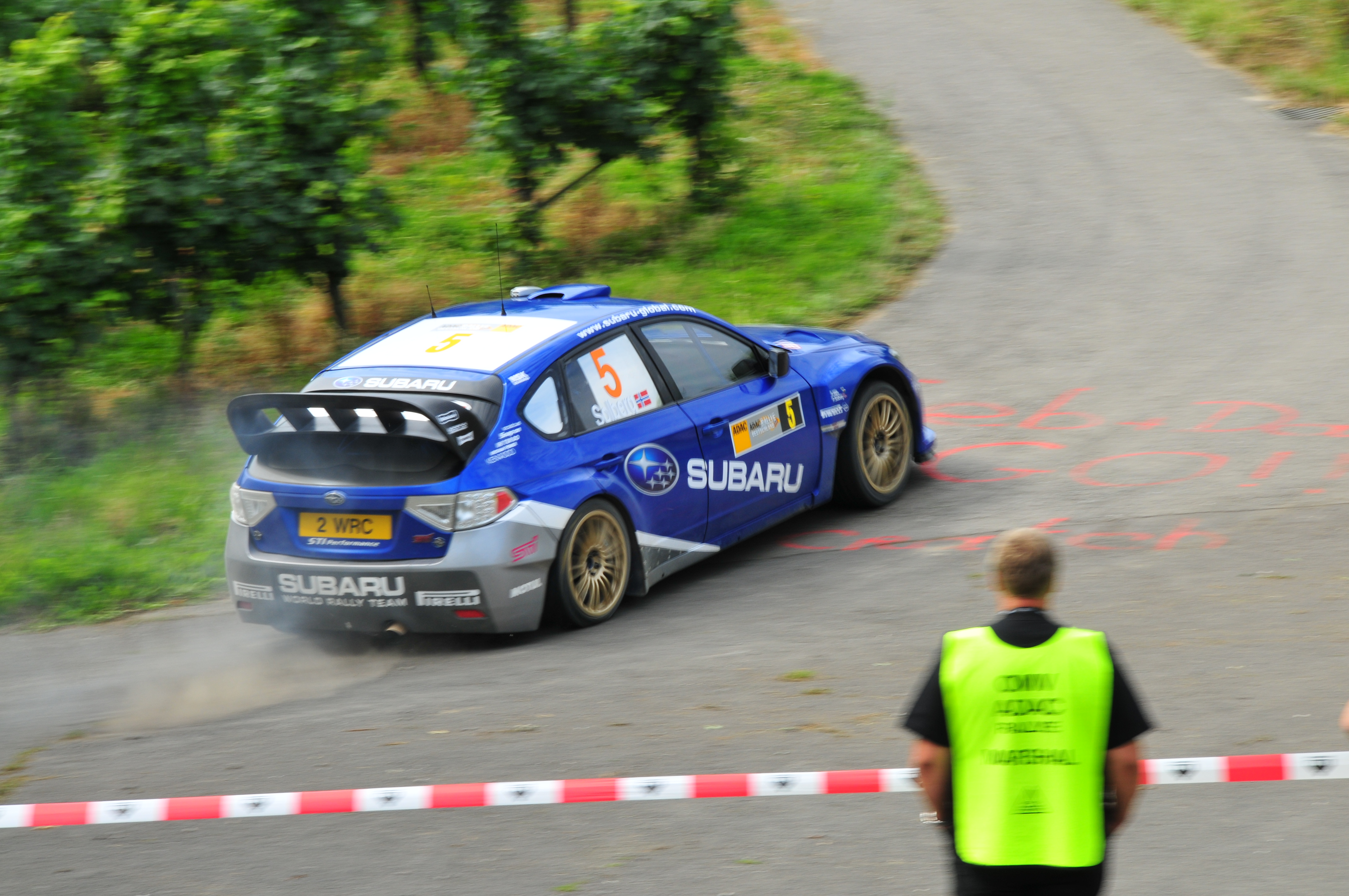
Petter Solberg w Subaru Imprezie podczas Rajdu Niemiec w 2008 roku

W 2006 roku Solberg przedłużył kontrakt z zespołem Subaru do 2009 roku. Nie ukończył pierwszych dwóch rajdów sezonu 2006: Monte Carlo i Rajdu Szwecji. W kolejnym, Rajdzie Meksyku, zajął 2. pozycję. Do końca sezonu jeszcze tylko trzykrotnie stawał na podium, nie odnosząc żadnego zwycięstwa. Były to rajdy: Argentyny (2. miejsce), Australii (2. miejsce) i Wielkiej Brytanii (3. miejsce). Ostatecznie zajął 6. pozycję w mistrzostwach.
Sezon 2007 Solberg rozpoczął od zajęcia 6. miejsca w Rajdzie Monte Carlo. Następnie nie ukończył Rajdu Szwecji i przegrał miejsce na podium Rajdu Norwegii ze swoim bratem Henningiem w Fordzie Focusie WRC. W rajdach Argentyny, Meksyku i Sardynii nie osiągnął dobrego wyniku z powodu problemów technicznych z jego Subaru. W Rajdzie Portugalii był natomiast drugi, a w Rajdzie Grecji – trzeci. Mimo technicznych ulepszeń Subaru Solberga po tym rajdzie Norweg nie ukończył kolejnej eliminacji, Rajdu Finlandii, z powodu problemów z układem kierowniczym. Sukcesu nie odniósł także w kolejnych rajdach. W Rajdzie Niemiec miał problem z kierowaniem z powodu uderzenia w skałę, ale ukończył rajd na 6. miejscu. W Nowej Zelandii był siódmy, także głównie na skutek problemów z układem kierowniczym. Do końca sezonu ani razu nie stanął na podium, a jego jedynym udanym startem był Rajd Wielkiej Brytanii, w którym zajął 4. pozycję, pomimo uderzenia w skałę i problemów z jazdą. Ostatecznie zajął 5. miejsce w Mistrzostwach Świata.
W pierwszych dwóch rajdach sezonu 2008, Monte Carlo i Szwecji, Solberg był odpowiednio czwarty i piąty, a w kolejnych czterech nie zdobył punktów. W Rajdzie Grecji zajął drugie miejsce; był to zarazem debiut nowej specyfikacji Subaru Imprezy WRC. Od tego czasu do końca sezonu Solberg zdobywał punkty w Mistrzostwach Świata, jednak ani razu nie stanął na podium. Zajął ostatecznie 6. miejsce w klasyfikacji generalnej mistrzostw.

### Od 2009

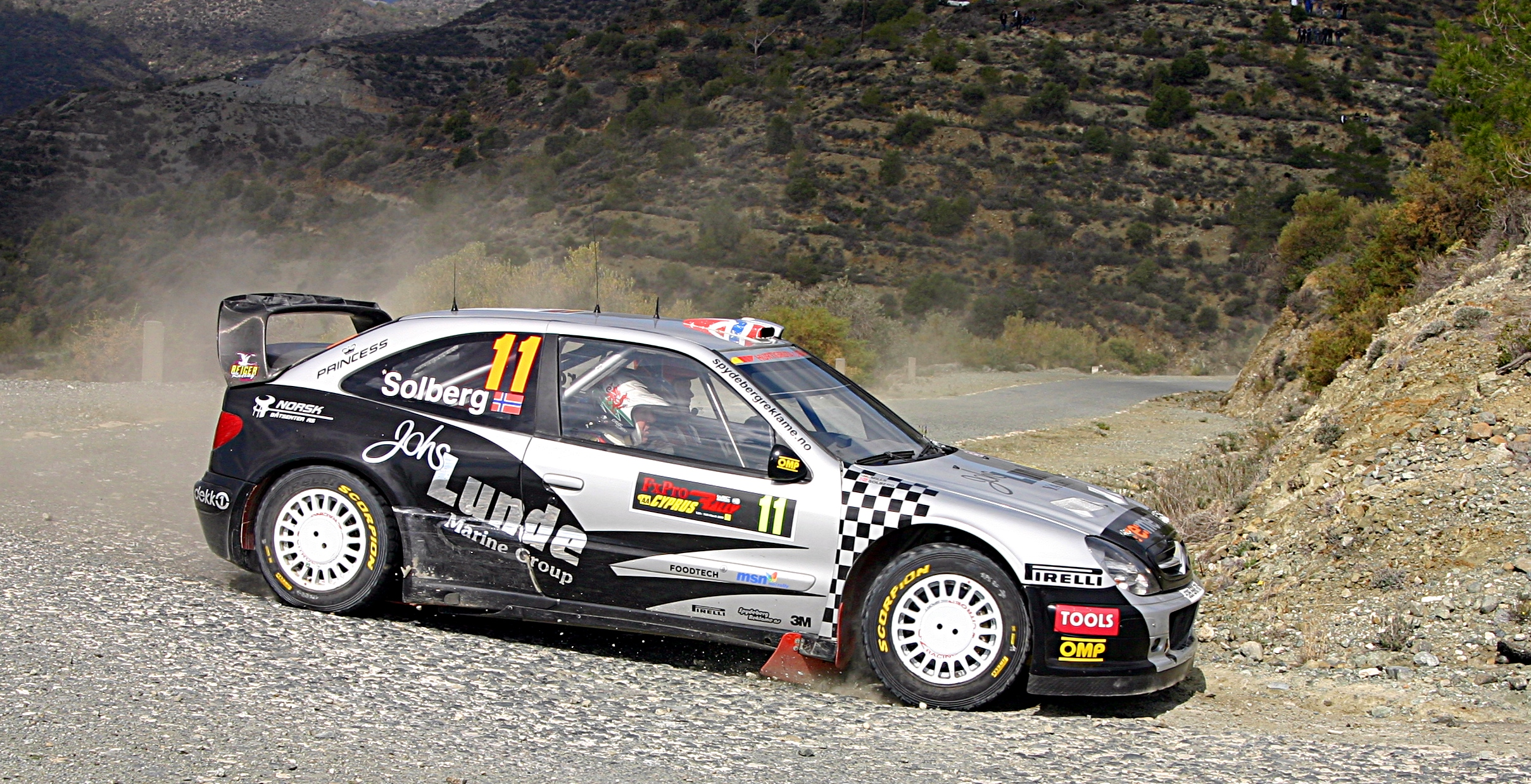
Petter Solberg w Citroënie Xsarze WRC w Rajdzie Cypru 2009

16 grudnia 2008 roku koncern Subaru zadecydował o wycofaniu się z uczestnictwa w Rajdowych Mistrzostwach Świata. Decyzję ogłoszono dzień po tym, jak ze startów w WRC zrezygnowało Suzuki. Solberg z Philem Millsem zostali więc bez zespołu, w którym mogliby rozpocząć sezon 2009, toteż byli zmuszeni odwołać swój start w Rajdzie Irlandii. Po wielu namysłach i rozważaniach startów w prywatnych zespołach Forda lub Citroëna Solberg zdecydował się na tę drugą markę wybierając do rajdów model Citroëna Xsary WRC w specyfikacji 2006, którym już pierwszy start zaliczył w Rajdzie Norwegii. 1 lutego 2009 Solberg ogłosił listę sponsorów na sezon 2009, wśród których znaleźli się: Microsoft, Pareto i Hurtigruta Carglass.
6 lutego 2009 Solberg oficjalnie ogłosił na konferencji prasowej powstanie nowego zespołu rajdowego Petter Solberg World Rally Team, którego członkiem był on jako kierowca i Phil Mills jako pilot. Menedżerem zespołu został Ken Rees, a głównym inżynierem – François-Xavier „FX” Demaison. Obaj wcześniej pracowali w zespole Subaru. Solberg zatrudnił także innego byłego członka Subaru, Tore'go Dahla, jako mechanika.
Pierwszy start nowego zespołu, w Rajdzie Norwegii, zakończył się zajęciem 6. miejsca. W kolejnym, w Rajdzie Cypru, Solberg był trzeci. Stał się tym samym pierwszym kierowcą po Malcolmie Wilsonie od 1993 roku, który zajął miejsce na podium, startując w prywatnym zespole rajdowym. Następnie Norweg był czwarty w Rajdzie Portugalii i nie ukończył Rajdu Argentyny. Przed Rajdem Sardynii był bliski zmiany samochodu na Peugeota 307 WRC, jednak ostatecznie w jego Xsarze zamontowano nowe ulepszenia, związane z układem chłodzenia, silnikiem i dyferencjałami. W Rajdzie Sardynii zajął 3. pozycję. Następnie nie ukończył Rajdu Grecji, był czwarty w Rajdzie Polski i nie dojechał do mety Rajdu Finlandii. We wrześniu 2009 roku Solberg zdecydował, iż w ostatnich dwóch rundach sezonu 2009, Rajdzie Katalonii i Rajdzie Wielkiej Brytanii, pojedzie Citroënem C4 WRC w specyfikacji 2008. W obu tych rajdach Solberg był czwarty, a w klasyfikacji generalnej Mistrzostw Świata zajął 5. pozycję.

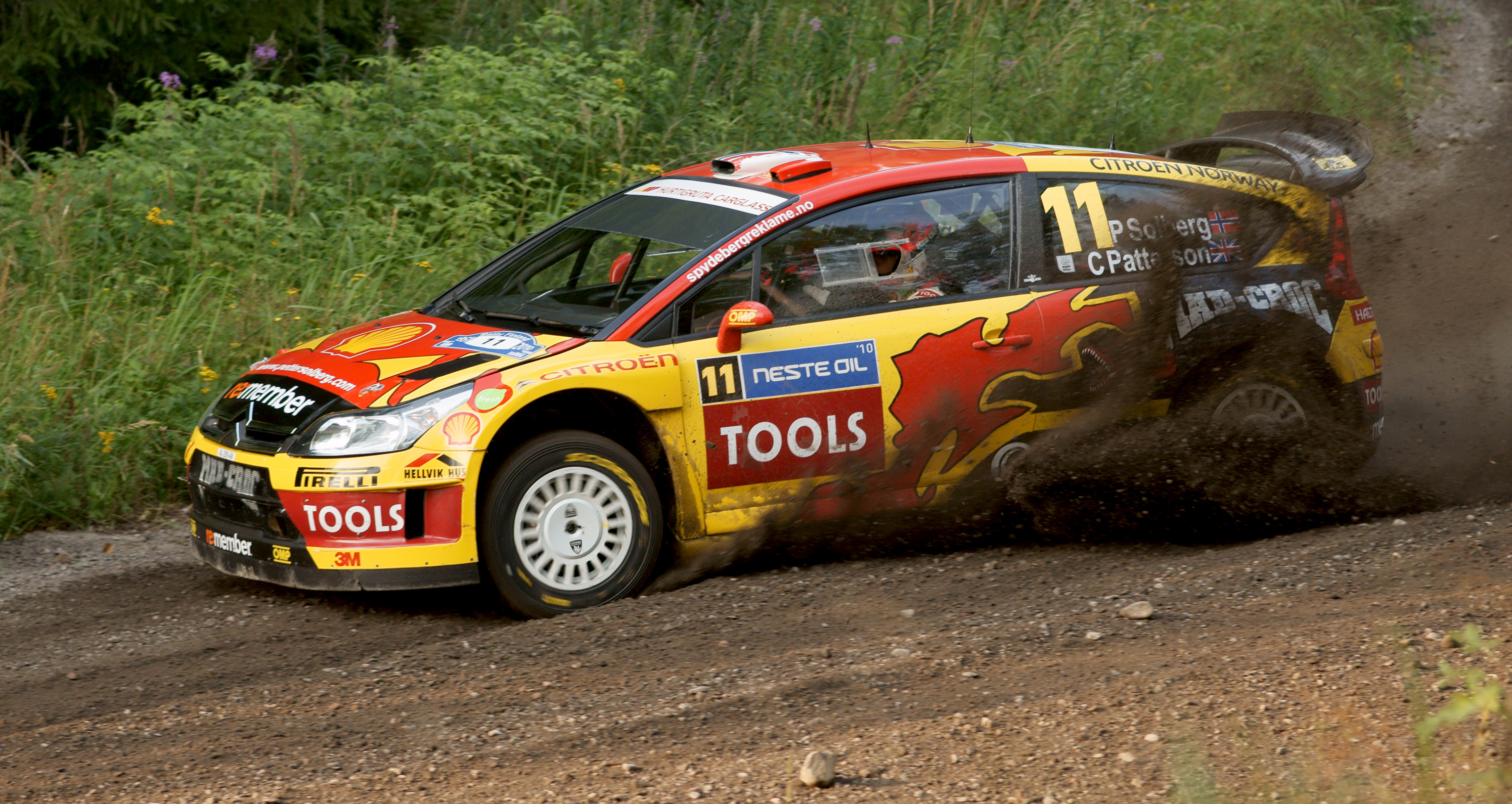
Petter Solberg w Citroënie C4 WRC na odcinku specjalnym Rajdu Finlandii 2010

W sezonie 2010 Solberg ponownie zaplanował starty samochodem Citroën C4 WRC po tym, jak zakupił dwa egzemplarze w specyfikacji 2009 od Citroën Racing. W swoim pierwszym starcie w sezonie, w Rajdzie Szwecji, Solberg był dziewiąty. W Rajdzie Meksyku do ostatniego odcinka specjalnego walczył o zwycięstwo z Sébastienem Loebem, lecz ostatecznie przyjechał drugi. Także w kolejnych dwóch rajdach, Jordanii i Szwecji, Norweg stawał na podium (był odpowiednio trzeci i drugi). Z kolei nie ukończył Rajdu Nowej Zelandii z powodu wypadku. W następnej rundzie WRC w Portugalii punktował, dzięki zajęciu 5. miejsca.
W czerwcu 2010 roku Solberg zakończył jedenastoletnią współpracę z pilotem Philem Millsem, który zdecydował się poświęcić życiu prywatnemu i rodzinie. Nowym pilotem Norwega został pochodzący z Irlandii Północnej Chris Patterson. Z Pattersonem Solberg wystartował w Rajdzie Bułgarii i był tam trzeci. W kolejnych dwóch rajdach Solberg był czwarty i piąty, natomiast w czterech ostatnich rundach sezonu zajmował miejsca na podium: drugie w Japonii, Katalonii i Wielkiej Brytanii oraz trzecie we Francji. Ostatecznie znalazł się na 3. miejscu w klasyfikacji generalnej Mistrzostw Świata.
14 stycznia 2011 roku zespół Petter Solberg World Rally Team ogłosił, że w sezonie 2011 Mistrzostw Świata Petter Solberg z Chrisem Pattersonem wystartują samochodem Citroën DS3 WRC.
W styczniu 2011 roku Solberg wystartował Peugeotem 207 S2000 w Rajdzie Monte Carlo zaliczanym do cyklu IRC. Ukończył wszystkie odcinki specjalne, plasując się na 7. pozycji, jednak w wyniku awarii alternatora nie dojechał do mety i nie ukończył rajdu.
W sezonie 2012 Solberg startował w barwach Forda. Sezon rozpoczął od 3 miejsca w Monte Carlo i 4 w Szwecji. Rajd Meksyku i Portugalii ukończył na trzeciej pozycji. Rajd Argentyny dojechał jako szósty, a kolejnego Rajdu Grecji nie ukończył. Nową Zelandię ukończył jako trzeci. W Rajdzie Niemiec dojechał na metę jako 11. Rajd Wielkiej Brytanii dojechał na podium zajmując trzecią pozycje. Rajd Francji dojechał na odległej 26 szóstej pozycji po tym, jak uszkodził samochód uderzając w słup wysokiego napięcia. Rajd Włoch dojechał jako dziewiąty. Ostatni w sezonie Rajd Hiszpanii dojechał jako 11. Był to jego ostatni rajd w WRC po tym, jak Ford postanowił, że z końcem sezonu wycofa się. Solberg postanowił nie kontynuować startów w prywatnym zespole.
Po odejściu z WRC, w 2014 roku Petter rozpoczął starty w FIA World Rallycross Championship. Wygrał je,  zostając pierwszym mistrzem tego cyklu, i pierwszym kierowcą który wygrał dwa różne cykle należące do FIA. Powtórzył ten wyczyn w sezonie 2015.

## Życie prywatne
Petter Solberg jest synem Terje'go i Tove. Zarówno ojciec, jak i matka, powiązani byli ze sportami motorowymi i startowali w krajowych mistrzostwach w rallycrossie. Rajdowcem jest też jego brat, Henning Solberg, starszy o rok i startujący w rajdowych Mistrzostwach Świata jako kierowca teamów: Forda, Stobart M-Sport Ford Rally Team czy Munchi's Ford World Rally Team.
Solberg mieszka wraz z rodziną w Monako. Jest mężem Szwedki Pernilli Walfridsson. Ma z nią syna Olivera (ur. 2002). Pernilla Walfridsson jest córką Pera-Inge Walfridssona, byłego mistrza Europy w rallycrossie. Sama również startowała w rajdach, w tym w 14 rajdach zaliczanych do Mistrzostw Świata.
Solberg jest właścicielem małych linii lotniczych Petter Solberg Aviation AB, wynajmujących prywatnym użytkownikom czarterowe odrzutowe samoloty Cessna.

## Zwycięstwa w Mistrzostwach Świata
Stan na 8 sierpnia 2016r.
| Nr | Rajd                   | Sezon | Pilot      | Samochód           |
| -- | ---------------------- | ----- | ---------- | ------------------ |
| 1  | Rajd Wielkiej Brytanii | 2002  | Phil Mills | Subaru Impreza WRC |
| 2  | Rajd Cypru             | 2003  | Phil Mills | Subaru Impreza WRC |
| 3  | Rajd Australii         | 2003  | Phil Mills | Subaru Impreza WRC |
| 4  | Rajd Francji           | 2003  | Phil Mills | Subaru Impreza WRC |
| 5  | Rajd Wielkiej Brytanii | 2003  | Phil Mills | Subaru Impreza WRC |
| 6  | Rajd Nowej Zelandii    | 2004  | Phil Mills | Subaru Impreza WRC |
| 7  | Rajd Grecji            | 2004  | Phil Mills | Subaru Impreza WRC |
| 8  | Rajd Japonii           | 2004  | Phil Mills | Subaru Impreza WRC |
| 9  | Rajd Wielkiej Brytanii | 2004  | Phil Mills | Subaru Impreza WRC |
| 10 | Rajd Włoch             | 2004  | Phil Mills | Subaru Impreza WRC |
| 11 | Rajd Szwecji           | 2005  | Phil Mills | Subaru Impreza WRC |
| 12 | Rajd Meksyku           | 2005  | Phil Mills | Subaru Impreza WRC |
| 13 | Rajd Wielkiej Brytanii | 2005  | Phil Mills | Subaru Impreza WRC |

## Starty w rajdach WRC
| Sezon | Zespół                                               | Samochód                          | 1        | 2       | 3     | 4          | 5         | 6       | 7         | 8      | 9             | 10        | 11     | 12        | 13        | 14 | 15 | 16 | Punkty | Miejsce |
| ----- | ---------------------------------------------------- | --------------------------------- | -------- | ------- | ----- | ---------- | --------- | ------- | --------- | ------ | ------------- | --------- | ------ | --------- | --------- | -- | -- | -- | ------ | ------- |
| 1998  | Shell Norge Petter Solberg                           | Toyota Celica GT-Four             | Monako   | 16      | Kenia | Portugalia | Hiszpania | Francja | Argentyna | Grecja | Nowa Zelandia | Finlandia | Włochy | Australia | NU        |    |    |    | 0      | -       |
| 1999  | Ford Motor Co Petter Solberg                         | Ford Escort WRC Ford Focus WRC    | Monako   | 11      | 5     | 11         | Hiszpania | Francja | Argentyna | Grecja | Nowa Zelandia | 12        |        | 27        | Australia | 9  |    |    | 2      | 18.     |
| 2000  | Ford Motor Co Petter Solberg Subaru World Rally Team | Ford Focus WRC Subaru Impreza WRC | Monako   | Szwecja | 5     | NU         | Hiszpania | 6       | NU        | 4      | NU            | Cypr      | NU     | 9         | NU        | NU |    |    | 6      | 10.     |
| 2001  | Subaru World Rally Team                              | Subaru Impreza WRC                | NU       | 6       | NU    | NU         | 5         | NU      | 2         | NU     | 7             | 7         | 9      | 5         | 7         | NU |    |    | 11     | 10.     |
| 2002  | 555 Subaru World Rally Team                          | Subaru Impreza WRC                | 6        | NU      | 5     | 5          | 5         | 2       | 5         | NU     | 3             | NU        | 3      | NU        | 3         | 1  |    |    | 37     | 2.      |
| 2003  | 555 Subaru World Rally Team                          | Subaru Impreza WRC                | NU       | 6       | NU    | 3          | 5         | 3       | 1         | 8      | 2             | 1         | NU     | 1         | 5         | 1  |    |    | 72     | 1.      |
| 2004  | 555 Subaru World Rally Team                          | Subaru Impreza WRC                | 7        | 3       | 4     | 1          | 4         | 1       | 3         | NU     | NU            | NU        | 1      | 1         | 1         | 5  | 5  | NU | 82     | 2.      |
| 2005  | Subaru World Rally Team                              | Subaru Impreza WRC                | NU       | 1       | 1     | 3          | 2         | NU      | 2         | 9      | 3             | 4         | 7      | 1         | NU        | 3  | 13 | NU | 71     | 2.      |
| 2006  | Subaru World Rally Team                              | Subaru Impreza WRC                | NU       | NU      | 2     | 7          | 11        | 2       | 9         | 7      | NU            | NU        | 7      | 8         | 13        | 2  | 6  | 3  | 40     | 6.      |
| 2007  | Subaru World Rally Team                              | Subaru Impreza WRC                | 6        | 4       | 6     | NU         | 2         | NU      | 5         | 3      | NU            | 6         | 7      | 6         | 5         | 16 | 5  | 4  | 47     | 5.      |
| 2008  | Subaru World Rally Team                              | Subaru Impreza WRC                | 5        | 4       | 11    | NU         | NU        | 10      | 2         | 6      | 6             | 5         | 4      | 5         | 5         | 8  | 4  |    | 46     | 6.      |
| 2009  | Petter Solberg World Rally Team                      | Citroën Xsara WRC Citroën C4 WRC  | Irlandia | 6       | 3     | 4          | NU        | 3       | NU        | 4      | NU            | Australia | 4      | 4         |           |    |    |    | 35     | 5.      |
| 2010  | Petter Solberg World Rally Team                      | Citroën C4 WRC                    | 9        | 2       | 3     | 2          | NU        | 5       | 3         | 4      | 5             | 2         | 3      | 2         | 2         |    |    |    | 169    | 3.      |
| 2011  | Petter Solberg World Rally Team                      | Citroën DS3 WRC                   | 5        | 4       | 6     | NU         | 3         | 4       | 4         | 5      | 5             | 3         | DK     | NU        | NU        |    |    |    | 110    | 5.      |
| 2012  | Ford World Rally Team                                | Ford Fiesta RS WRC                | 3        | 4       | 3     | 3          | 6         | NU      | 3         | 4      | 11            | 3         | 26     | 9         | 11        |    |    |    | 124    | 5.      |